# Японские свечи

Отображение изменений соотношения пары евро-доллар за октябрь 2009 года при помощи японских свечей

Япо́нские све́чи — вид интервального графика и технический индикатор, применяемый главным образом для отображения изменений биржевых котировок акций, цен на сырьё и т. д.
График вида «японские свечи» также называют совмещением интервального и линейного графика в том смысле, что каждый его элемент отображает диапазон изменения цены в течение определённого времени. Он чаще всего используется при техническом анализе рынка.

## История
Биржевой рынок риса в Японии действовал с XVII века. В соответствии с решениями Токугава Ёсимунэ (8-го сёгуна Токугава), который реформировал правила торговли рисом, в 1730 году начали действовать рисовые биржи — «Додзима» (Осака), «Куромаэ» (Токио). Считается, что впервые график в виде последовательности «свечей» придумал торговец рисом Хомма Мунэхиса для наглядного изображения ценового максимума и минимума в течение определённого периода, а также цены на начало и конец данного периода (цена открытия и цена закрытия соответственно). Мунэхиса начал свою торговую деятельность в 1750 году через 20 лет после организации бирж.
«Японские свечи» пользуются большой популярностью благодаря простоте представления информации и лёгкости прочтения. Начиная с XVII века многие пытались создать различные схемы и графики, которые помогли бы предсказать поведение рынка в будущем. Данный метод оказался наиболее интересным, поскольку в одном элементе он отображал сразу четыре показателя вместо одного. Японские торговцы рисом быстро обнаружили, что на основании графиков можно с достаточной степенью вероятности предсказывать будущий спрос и поведение цены. Этот метод под названием Кэйсэн (けい線) широко известен в Японии, собственно это описание большого количества моделей, позволяющих предсказывать возможное движение цен.
Также широко известны труды Хоммы Мунэхисы, который написал в 1755 году первую книгу о методах работы на рынке — «Золотой источник трёх обезьян». В трудах Мунэхисы нет никаких моделей, в книге рассказывается о работе на рынке: входе, выходе, отдыхе, управлении средствами, психологии работы на рынке, влиянии факторов — непогоды, излишка денег (инфляции), недостатка денег на рынке и т. д.
На сегодня «японские свечи» — один из самых распространённых методов отображения рыночных данных среди трейдеров.

## Форма «японских свечей»

Японская свеча для случая снижения цены за период

«Свеча» состоит из вертикально ориентированного тела в форме прямоугольника к которому примыкают верхняя и нижняя тени (иногда называют фитили) в форме вертикальных линий. Верхняя и нижняя граница тени указывает на максимум и минимум цены за соответствующий период. Границы тела свечи отображают цену открытия и закрытия.
Если за данный период цены выросли (цена открытия ниже цены закрытия), то тело свечи белое (не закрашенное, цвета фона, светлое, в компьютерных программах часто зелёное), нижняя граница тела отражает цену открытия, верхняя — цену закрытия. Если за период цены снизились, то тело свечи чёрное (закрашенное, цвет негатива к фону, тёмное, в компьютерных программах часто красное), верхняя граница тела отражает цену открытия, нижняя — цену закрытия.
При совпадении цен открытия/закрытия с максимумом/минимумом соответствующей тени или даже сразу обеих теней может не быть. При совпадении между собой цен открытия и закрытия тело вырождается в горизонтальную черту.
Свеча не содержит прямой информации о движении цен внутри соответствующего интервала времени. Нет указаний на то, максимум или минимум был достигнут первым, сколько раз происходили рост или снижение цен. Например, при наличии обеих теней нельзя сказать, сперва цена повышалась или понижалась. Чтобы это выяснить, надо изучать графики меньшего временно́го интервала.

### Простые «свечи»
Существует множество различных видов свечей. Ниже приведены названия и вероятные предположения для некоторых видов.
1. Белая свеча — сигнализирует о движении вверх (чем длиннее свеча, тем больше разница в цене)
2. Чёрная свеча — сигнализирует о движении вниз (чем длиннее свеча, тем больше разница в цене)
3. Длинная верхняя тень — сигнализирует о бычьем рынке (длина верхней тени должна быть не меньше тела, чем она длиннее, тем надёжнее сигнал)
4. Длинная нижняя тень — сигнализирует о медвежьем рынке (длина нижней тени должна быть не меньше тела, чем она длиннее, тем надёжнее сигнал)
5. Молот — важный сигнал разворота тренда. Обладает маленьким телом (белым или чёрным), расположенным в верхней части ценового диапазона сессии, и очень длинной нижней тенью; срезанная вершина — свеча, у которой отсутствует верхняя тень (бычий сигнал во время спада и медвежий во время подъёма); повешенный — важный сигнал разворота на вершине. Повешенный и молот — это, в сущности, одна и та же свеча. Она имеет маленькое тело (белое или чёрное), расположенное в верхней части ценового диапазона сессии, и очень длинную нижнюю тень. Верхняя тень маленькая или вообще отсутствует. Но если эта свеча появляется при восходящей тенденции, она становится медвежьим повешенным. Она показывает, что рынок стал уязвим, но требует «медвежьего» подтверждения в течение следующей сессии (в виде чёрной свечи с более низкой ценой закрытия). Как правило, нижняя тень этой свечи должна вдвое-втрое превосходить высоту тела.
6. Перевёрнутый молот — сигнал разворота в основании, однако требует подтверждения в следующей сессии (тело может быть чёрное либо белое); срезанное основание — сигнал разворота в основании, однако требует подтверждения в следующей сессии (без нижней тени)
7. Падающая звезда — свеча с длинной верхней тенью, короткой нижней тенью (или без неё) и маленьким телом вблизи минимумов сессии, которая появляется после восходящей тенденции. Является медвежьим сигналом при восходящей тенденции
8. Белый волчок — нейтральная фигура, приобретает значение в комбинации с другими свечами
9. Чёрный волчок — нейтральная фигура, приобретает значение в комбинации с другими свечами
10. Додзи — цены открытия и закрытия одинаковы (или почти одинаковы), приобретает значение в комбинации с другими свечами, однако при этом относится к числу наиболее важных свечей. Кроме того, они входят в состав важных моделей свечей.
11. Длинноногий додзи — сигнал разворота на вершине, когда два дня подряд открываются с сильной «брешью» («гэпом») вверх-вниз и свеча «повисает» над графиком. Если цены открытия и закрытия длинноногого доджи находятся в середине между максимумом и минимумом, то такая свеча называется «рикша»
12. Додзи-стрекоза — сигнал разворота (без верхней тени, длинная нижняя тень)
13. Додзи-надгробие — додзи, цены открытия и закрытия которого равны минимальной цене сессии. Сигнал разворота на вершине при восходящей тенденции. Также может быть сигналом разворота в основании при нисходящей тенденции, но только при наличии бычьего подтверждения в течение следующей сессии.
14. Белый марубодзу — быки доминируют с сохранением тенденции к повышению (без теней)
15. Чёрный марубодзу (дословно ‘лысый монах’) — медведи доминируют с сохранением тенденции к понижению (без теней)

### Комбинации свечей
Несмотря на простоту приведённых видов, существуют также более сложные случаи. Многолетние наблюдения за свечными графиками позволили японским трейдерам отмечать те или иные сигналы, состоящие из двух, трёх и более свечей. Однако, как правило, большинство наиболее известных комбинаций содержит 2-3 свечи. Среди таких моделей можно отметить «завеса из тёмных облаков», «бычье поглощение», «разрывы тасуки», «три чёрные вороны», «ступенчатое дно», «брошенный младенец» и многие другие.

## Свечи и объём торгов

«Японские свечи» и объём торгов на бирже ММВБ. На первом графике (Норильский Никель) виден «сигнал разворота» на вершине («Длинноногий доджи»), на втором (Лукойл) — более сложная комбинация из «Чёрного волчка» и «Повешенного». В обоих случаях в этой точке произошло падение объёма торгов (зелёный частокол у основания графиков)

«Японские свечи» отражают не только цену, но и её волатильность — «разброс цен», когда заявки «купить/продать по рынку» идут в огромном количестве в обе стороны сразу. Причины, по которым цена была неустойчива, выяснятся позже, когда всё будет закончено. Поэтому участники торгов отслеживают дни, когда начинается неожиданно большой «разброс цен» по какой-либо ценной бумаге. Как правило, в этой точке объём торгов резко возрастает, а затем падает.

«Сигналом опасности, часто сигналом о том, что сделку надо закрыть немедленно, был однодневный поворот — колебание цены в конце долгосрочного движения. Однодневный поворот происходит тогда, когда самая высокая точка этого дня выше, чем самая высокая точка предыдущего дня, но уровень закрытия текущего дня оказывается ниже уровня закрытия предыдущего дня, и объём торгов текущего дня выше, чем объём предыдущего дня. Такой сценарий для Ливермора был кричащим сигналом тревоги.»

«Японские свечи», «повисающие» над графиком цены, соответствуют состоянию, когда спрос и предложение на рынке не позволяют установить окончательную цену. На бирже может быть четыре соотношения этих показателей при любом достигнутом значении цены и любом объёме торгов:
1. Желающих купить больше, чем желающих продать — спрос превышает предложение — цена растёт
2. Желающих продать больше, чем желающих купить — предложение превышает спрос — цена падает
3. Желающих купить столько же, сколько желающих продать — спрос и предложение равны — цена не меняется, «боковой тренд»
4. Состояние неуверенности — «поворотная точка», после которой владельцы ценных бумаг начинают «сбрасывать» их по любой цене

Четвёртое состояние возникает тогда, когда те, кто мог бы продать акции, не желают их продавать, так как всё ещё уверены, что будет дальнейший рост, но те, кто мог бы купить акции, не желают их покупать, так как знают, что никакого роста не будет. Это состояние неустойчиво: любое внешнее событие может толкнуть цены в любом направлении. Как правило, в этой точке объём торгов уменьшается, а когда цена разворачивается, он снова растёт.
И наконец, вместе с постоянным большим объёмом торгов «свечи» могут подсказать и наиболее вероятное направление движения цены. Когда тело «свечи» белое, участники торгов не боясь покупают акции до конца биржевого дня. Вследствие этой уверенности котировки могут продолжать расти и на следующий день. Для чёрной «свечи» верно обратное.